# Haakon Tranberg
Haakon Tranberg   (Vestre Moland, 2 de març de 1917 - Kristiansand, 24 d'abril de 1991) va ser un atleta noruec, especialista en curses de velocitat i salt de llargada, que va competir en els anys previs i posteriors a la Segona Guerra Mundial.
En el seu palmarès també destaquen dues medalles de plata en els 100 i 200 metres llisos del Campionat d'Europa d'atletisme de 1946 i set campionats nacionals, tres en els 100 metres (1939, 1946 i 1947) i dos en els 200 metres (1939 i 1946) i dos en el salt de llargada (1946 i 1947).
La seva carrera esportiva es va veure interrompuda per la Segona Guerra Mundial. Va ser empresonat a Arkivet el 14 de novembre de 1944 i al camp de concentració de Grini entre el 5 de desembre de 1944 fins al final de la guerra, el maig de 1945.

## Millors marques
- 100 metres llisos. 10.4" (1939)
- 200 metres llisos. 21.5" (1939)
- salt de llargada. 7,26 metres (1940)[6]